# Heiko Geue
Heiko Geue (* 5. Oktober 1965 in Ettlingen) ist ein deutscher Politiker (SPD). Seit 2021 ist er Finanzminister des Landes Mecklenburg-Vorpommern. Zuvor war er von 2019 bis 2021 Chef der Staatskanzlei Mecklenburg-Vorpommern und von 2011 bis 2012 Staatssekretär im Ministerium der Finanzen des Landes Sachsen-Anhalt.

## Leben und Beruf
Geue studierte in den Jahren 1987 bis 1992 Volkswirtschaftslehre und Politikwissenschaft an der Philipps-Universität Marburg und schloss als Diplom-Volkswirt ab. Bis 1997 war er dort wissenschaftlicher Mitarbeiter. Im Jahr 1996 wurde er mit der Arbeit Evolutionäre Institutionenökonomik – Ein Beitrag aus der Sicht der österreichischen Schule zum Dr. rer. pol. promoviert.
Von 1997 bis 1999 arbeitete Geue als wissenschaftlicher Referent bei der Handelskammer Hamburg, danach wechselte er in die Bundesverwaltung. Im Jahr 2000 wurde er Mitglied der SPD. Nach einem Jahr als Referent im Bundesministerium für Bildung und Forschung wechselte Geue ins Bundeskanzleramt und war dort ab 2002 persönlicher Referent des Chefs des Bundeskanzleramtes, Frank-Walter Steinmeier (SPD) sowie Leiter der politischen Planung. Im Dezember 2002 war er federführend an der Erarbeitung des Strategiepapiers „Auf dem Weg zu mehr Wachstum, Beschäftigung und Gerechtigkeit“ beteiligt, die die Grundlage für die späteren Reformpläne der „Agenda 2010“ des damaligen Bundeskanzlers Gerhard Schröder darstellte. Von 2005 bis 2009 leitete Geue den Leitungsbereich im Bundesministerium der Finanzen (BMF) unter Peer Steinbrück (SPD). Von 2010 bis zu seiner Ernennung zum Staatssekretär war er als Unterabteilungsleiter für die Beteiligungs- und Privatisierungspolitik des BMF verantwortlich. Vom 20. April 2011 bis zum 31. Oktober 2012 war Geue einer der Staatssekretäre im von Jens Bullerjahn (SPD) geführten Finanzministerium des Landes Sachsen-Anhalt (Kabinett Haseloff I).
Zum 1. November 2012 wurde Geue in Sachsen-Anhalt beurlaubt und wechselte zurück nach Berlin, wo er Steinbrücks Wahlkampfteam operativ leitete.
Geue ist verheiratet und hat zwei Söhne.
Von Anfang 2014 bis März 2019 leitete er als Ministerialdirektor die Abteilung 1 (Zentralabteilung, Engagementpolitik) im Bundesfamilienministerium.
Im März 2019 ernannte ihn Ministerpräsidentin Manuela Schwesig als Nachfolger von Peter Bäumer zum Staatssekretär im Schweriner Finanzministerium. Von Mai 2019 bis November 2021 war Geue Chef der Staatskanzlei.
Am 15. November 2021 ernannte Manuela Schwesig ihn im Kabinett Schwesig II zum Finanzminister.
Vom 1. März 2022 bis Juli 2024 war Minister Geue als Vertreter des Landes Mecklenburg-Vorpommern Mitglied des ZDF-Fernsehrats und dort Mitglied im Programmausschuss Programmdirektion. Als Vertreterin im ZDF-Fernsehrat folgte ihm Staatssekretärin Jutta Bieringer (ebenfalls SPD).

## Kritik und Ermittlungsverfahren
Geue geriet im Dezember 2012 nach seiner Ankündigung, Peer Steinbrücks Wahlkampf zu leiten, in die Kritik, weil er sich trotz seiner erklärten Absicht, nicht in den Dienst des Landes Sachsen-Anhalt zurückzukehren, lediglich beurlauben ließ und so weitere beamtenrechtliche Versorgungsansprüche erwarb. Nachdem auch der juristische Dienst des Landtags in einem Gutachten die Rechtmäßigkeit der Beurlaubung angezweifelt hatte, wurde Geue im März 2013 in den einstweiligen Ruhestand versetzt.
Ab dem 2. April 2013 ermittelte die Staatsanwaltschaft Magdeburg gegen Geue wegen des Verdachts der Untreue durch private Nutzung von Dienstwagen. Ihm wurde vorgeworfen, Druck auf Untergebene und seinen Fahrer ausgeübt zu haben, um seinen Dienstwagen unentgeltlich für Privatfahrten (zum Beispiel zwischen seinem Arbeitsort Magdeburg und seinem Hauptwohnsitz Berlin) nutzen zu können. Geues Dienstherr, Finanzminister Bullerjahn, sprach von einem gestörten Vertrauensverhältnis. Das Ermittlungsverfahren wurde im Februar 2014 eingestellt.

## Werke
- Evolutionäre Institutionenökonomik: Ein Beitrag aus der Sicht der österreichischen Schule (= Schriften zu Ordnungsfragen der Wirtschaft. Bd. 55). Lucius & Lucius, Stuttgart 1997, ISBN 978-3-8282-0050-0 (Vorschau bei Google Bücher).
- Politik ist Wille: Perspektiven für eine Europäische Innenpolitik. Vorwärtsbuch, Berlin 2011, ISBN 978-3-86602-276-8 (Rezension von Sabine Steppat im Portal für Politikwissenschaft, Rezension von Ulrike Guérot bei der Berliner Republik).